# حجاج بن الحارث
الصحابي حجاج بن الحارث بن قَيْس القرشي السهمي، عم عبد الله بن حذافة السهمي، هاجر إلى أرض الحبشة، وانصرف إلى المدينة المنورة بعد غزوة أحد، وأنكر ابْنُ الْكَلْبيّ والزبير بن بكار هِجرَته إلى الحبشة، قال أنه أسر يوم بَدْر فأسلم بعد ذلك، استشهد بأجْنادِين، بينما قال محمد بن سعد البغدادي أنه قُتِلَ بمعركة اليرموك سنة 15 هـ.

## نسبه
- هو : أبو قيس بن الحارث بن قَيْس بن عدي بن سُعَيد بن سَعْد بن سهم القرشي السهمي.
- أمّه : أمّ الحجّاج من بني شّنوق بن مُرّة بن عبد مناة بن كنانة.
- أخوته :

1. عبد الله بن الحارث بن قيس بن عدي
2. الحارث بن الحارث بن قيس بن عدي
3. معمر بن الحارث بن قيس بن عدي
4. السائب بن الحارث بن قيس بن عدي
5. بشر بن الحارث بن قيس بن عدي
6. سعيد بن الحارث بن قيس بن عدي
7. تميم بن الحارث بن قيس بن عدي ،وقد هاجروا جميعًا إلى الحبشة.[4]

- انقرض بنو الحارث بن قَيْس بن عَدِيّ، وليس له عقب.[1]